# Computable Document Format
Computable Document Format (CDF) ist ein von Wolfram Research entwickeltes Dokumentenformat für interaktive Dokumente. CDF soll dabei mehrere Funktionen erfüllen: Alle inhaltlich zusammengehörenden Elemente eines Projekts, Themas, Vorgangs etc. sollen in einem Dokument gespeichert werden (All-in-one-Format). Der Inhalt eines CDF-Dokuments soll dabei nicht nur statisch, sondern dynamisch bzw. interaktiv sein (Live Interactive Content), der Nutzer soll bestehende Rechenbeispiele beispielsweise um eigene Berechnungen mit selbst gewählten Parametern ergänzen können.

## CDF-Dokumente erstellen
Zum Erstellen von CDF-Dokumenten benötigt man Mathematica. Es ist jedoch geplant, Online-Werkzeuge für das Erstellen von CDF-Dokumenten zur Verfügung zu stellen.

## CDF-Dokumente lesen
CDF-Dokumente können mit Mathematica gelesen werden.
Des Weiteren bietet Wolfram Research für das Lesen von CDF-Dokumenten den CDF Player kostenlos zum Download an. Der CDF Player enthält die vollständige Laufzeit-Bibliothek (runtime library) von Mathematica. Das ermöglicht es, im Gegensatz zu statischen Dokumentenformaten wie PDF oder vordefinierten dynamischen Dokumenten wie Adobe Flash, den Dokumenteninhalt dynamisch in Abhängigkeit vom Verhalten und den Eingaben des Nutzers zu generieren und dabei sämtliche Algorithmen und Visualisierungsmethoden, die in Mathematica beschrieben werden können, zu nutzen.
Der CDF Player unterstützt Browser-Plug-ins für Internet Explorer, Mozilla Firefox, Google Chrome, Opera und Safari, so dass Inhalte aus CDF-Dokumenten in Webseiten integriert werden können.

## Anwendungen
Im Wolfram Demonstrations Project wird das CDF genutzt, um kleine interaktive Programme aus unterschiedlichsten Bereichen zu demonstrieren. Erstellt werden diese Open-Source-Beispiele meist von Mathematica-Nutzern.